# Jursla
Jursla est une localité suédoise située à dix kilomètres au nord de Norrköping.